# أبو يعلى الحنبلي
محمد بن الحسين بن محمد بن خلف بن أحمد بن الفراء ، القاضي أبو يعلى البغدادي الحنبلي، المعروف بـ ابن الفراء. وهو أحد فقهاء الحنابلة في العصر العباسي الثاني. ولد سنة 380 هـ وتوفي سنة 458 هـ. والفراء نسبة إلى خياطة الفراء وبيعها. واشتهر بعد ذلك: بالقاضي أبي يعلى.

## نشأته وعلمه
وسمع ابن الفراء علي بن عمر الحربي، وإسماعيل بن سويد، وأبا القاسم بن حبابة، وعيسى بن الوزير، وابن أخي ميمي، وأم الفتح بنت أحمد بن كامل، وأبا طاهر المخلص، وأبا الطيب بن منتاب، وابن معروف القاضي وطائفة.
حدث عنه: الخطيب البغدادي، وأبو الخطاب الكلوذاني، وأبو الوفاء بن عقيل، وأبو غالب بن البناء، وأخوه يحيى بن البناء، وأبو العز بن كادش، وأبو بكر محمد بن عبد الباقي، وابنه القاضي أبو الحسين محمد بن محمد بن الفراء، وأبو سعد أحمد بن محمد الزوزني، وأبو سعيد القشيري وحدث عنه من القدماء المقرئ أبو علي الأهوازي.

## سيرته
أفتى ودرس وتخرج به الأصحاب، وانتهت إليه الإمامة في الفقه، وكان عالم العراق في زمانه، مع معرفة بعلوم القرآن وتفسيره، والنظر والأصول، وكان أبوه من أعيان الحنفية، ومن شهود الحضرة، فمات ولأبي يعلى عشرة أعوام، فلقنه مقرئه العبادات من مختصر الخرقي، فلذ له الفقه، وتحول إلى حلقة أبي عبد الله بن حامد شيخ الحنابلة، فصحبه أعواما، وبرع في الفقه عنده، وتصدر بأمره للإفادة سنة اثنتين وأربعمائة، وأول سماعه من علي بن معروف في سنة 385 هـ. سمع بمكة ودمشق من عبد الرحمن بن أبي نصر، وبحلب، وجمع كتاب إبطال تأويل الصفات، فقاموا عليه لما فيه من الواهي والموضوع، فخرج إلى العلماء من القادر بالله المعتقد الذي جمعه، وحمل إلى القادر كتاب إبطال التأويل، فأعجبه وجرت أمور وفتن ثم أصلح بين الفريقين الوزير علي بن المسلمة، وقال في الملأ: القرآن كلام الله، وأخبار الصفات تمر كما جاءت.
ولي أبو يعلى القضاء بدار الخلافة، مع قضاء حران وحلوان وقد تلا بالقراءات العشر، وكان ذا عبادة وتهجد، وملازمة للتصنيف، مع الجلالة والمهابة، ولم تكن له يد طولى في معرفة الحديث، فربما احتج بالواهي. تفقه عليه أبو الحسن البغدادي، وأبو جعفر الهاشمي، وأبو الغنائم بن الغباري، وأبو علي بن البناء، وأبو الوفاء بن القواس، وأبو الحسن النهري، وابن عقيل، وأبو الخطاب الكلوذاني، وأبو الحسن بن جدا، وأبو يعلى الكيال، وأبو الفرج الشيرازي.

## مؤلفاته
لابن الفراء العشرات من المؤلفات والمختصرات:
- أحكام القرآن.
- مسائل الإيمان.
- المعتمد ومختصره.
- المقتبس.
- الرد على الأشعرية.
- عيون المسائل.
- الرد على الكرامية.
- الرد على السالمية والمجسمة.
- الرد على الجهمية.
- الكلام في الاستواء.
- العدة في أصول الفقه ومختصرها.
- فضائل أحمد.
- كتاب الطب.
- الأحكام السلطانية.

## وفاته
توفي ابن الفراء ليلة التاسع عشر من شهر رمضان سنة 458 هـ.